# Nosodendron horaki
Nosodendron horaki är en skalbaggsart som beskrevs av Jiri Háva 2000. Nosodendron horaki ingår i släktet Nosodendron och familjen almsavbaggar. Inga underarter finns listade i Catalogue of Life.